# Kacper Smoliński (piłkarz)
Kacper Smoliński (ur. 7 lutego 2001 w Policach) – polski piłkarz występujący na pozycji pomocnika w Pogoni Szczecin. Młodzieżowy reprezentant Polski.
29 czerwca 2020 zadebiutował w Ekstraklasie w barwach Pogoni Szczecin, w przegranym 1:2 spotkaniu przeciwko Cracovii. W swoim drugim występie, zdobył pierwszą bramkę w karierze w zremisowanym 2:2 spotkaniu przeciwko Śląskowi Wrocław.

## Statystyki

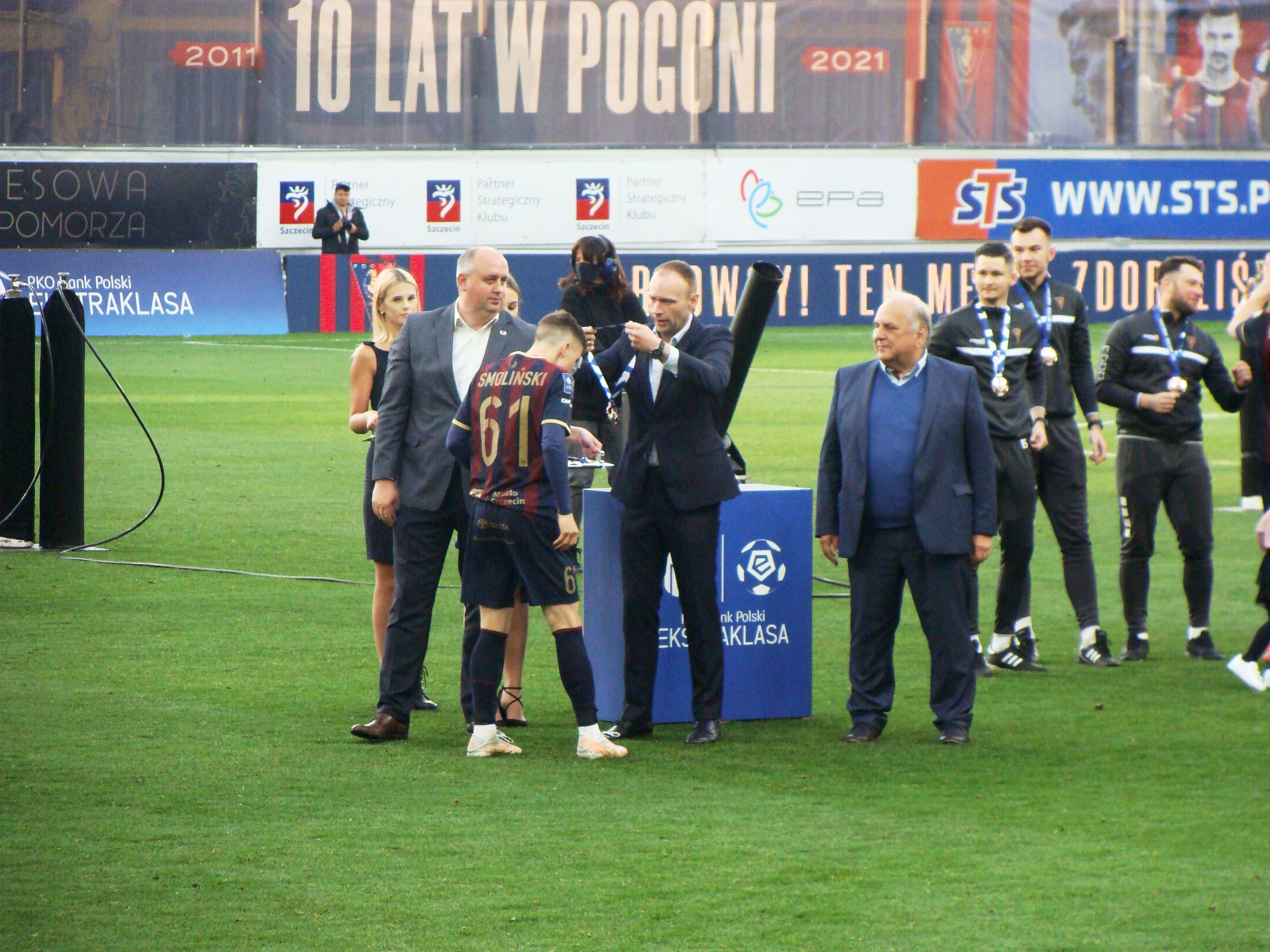
Kacper Smoliński odbiera medal za zdobycie III miejsca w Ekstraklasie w sezonie 2020/2021

### Klubowe
(aktualne na 13 września 2022)
| Klub               | Sezon              | Liga               | Liga  | Liga   | Puchar kraju | Puchar kraju | Europa | Europa | Suma  | Suma   |
| Klub               | Sezon              | Liga               | Mecze | Bramki | Mecze        | Bramki       | Mecze  | Bramki | Mecze | Bramki |
| ------------------ | ------------------ | ------------------ | ----- | ------ | ------------ | ------------ | ------ | ------ | ----- | ------ |
| Pogoń Szczecin     | 2019/2020          | Ekstraklasa        | 3     | 1      | –            | –            | –      | –      | 3     | 1      |
| Pogoń Szczecin     | 2020/2021          | Ekstraklasa        | 27    | 1      | 3            | 1            | –      | –      | 30    | 2      |
| Pogoń Szczecin     | 2021/2022          | Ekstraklasa        | 7     | 0      | 1            | 0            | 0      | 0      | 8     | 0      |
| Pogoń Szczecin     | 2022/2023          | Ekstraklasa        | 3     | 1      | 1            | 0            | 1      | 0      | 5     | 1      |
| Ogólnie w karierze | Ogólnie w karierze | Ogólnie w karierze | 40    | 3      | 5            | 1            | 1      | 0      | 46    | 4      |

### Reprezentacyjne
(aktualne na dzień 31 maja 2021)
| #  | Data          | Reprezentacja | Miejsce               | Mecz  | Gole | Rozgrywki       |
| -- | ------------- | ------------- | --------------------- | ----- | ---- | --------------- |
| 1. | 26 marca 2021 | U–21          | San Pedro del Pinatar | : 7:0 | –    | mecz towarzyski |
| 2. | 29 marca 2021 | U–21          | San Pedro del Pinatar | : 0:2 | –    | mecz towarzyski |